# Кончкати (Ланчхутский муниципалитет)
Кончкати (груз. კონჭკათი) — село в Грузии, на территории Ланчхутского муниципалитета края (мхаре) Гурия.

## География
Село находится в западной части Грузии, к северу от реки Супсы, на расстоянии приблизительно 6 километров (по прямой) к югу от города Ланчхути, административного центра муниципалитета. Абсолютная высота — 270 метров над уровнем моря.

## Население
По результатам официальной переписи населения 2014 года, в Кончкати проживал 261 человек (123 мужчины и 138 женщин). В национальной структуре населения грузины составляли 100 %.
| Год  | Население, человек |
| ---- | ------------------ |
| 2002 | 359                |
| 2014 | ↘ 261              |